# Elana Meyerová
Elana Meyerová (* 10. října 1966, Albertinia, Jihoafrická republika) je jihoafrická běžkyně na dlouhé vzdálenosti. Na letních olympijských hrách 1992 získala stříbrnou medaili na 10 000 metrů.